# プロダクションエンジニア試験
プロダクションエンジニア試験（プロダクションエンジニアしけん、英: Software Design & Production Engineer Examination、略称: プロダクション、略号: PE）は、情報処理技術者試験にあった区分である。

## 概要
沿革
- 1995年（平成7年）春期から高度情報処理技術者試験の一区分として年一回実施。
- 2000年（平成12年）春期を最後に廃止。アプリケーションエンジニア試験に部分的に継承、実質下位試験の第一種情報処理技術者試験がソフトウェア開発技術者試験と改称され本試験の一部範囲を含むこととなった。

## 形式
午前
試験時間150分。四肢択一式（マークシート使用）80問出題され全問解答。
午後I
試験時間90分。記述式で4題出題され3題を選択して解答。
午後II
試験時間120分。論述式で3題出題され2題を選択して解答。

## 主な出題範囲
外部設計、内部設計、テスト、保守
想定する役割
外部仕様／保守要求仕様の設定に協力するとともに、内部設計／内部仕様変更からテスト移行まで、技術面での指導的役割を果たすことを想定している。
出題傾向
複雑なアルゴリズムを主に多岐にわたるのシステム設計技法が多数出題された。
想定する職業
プログラマーへの指導的立場となるシステムエンジニア

## 合格者の特典
- 科目免除又は任用資格
  - 弁理士試験の科目免除。
  - 技術陸曹・海曹・空曹及び予備自衛官補（技能公募）の任用資格。
  - 警視庁特別捜査官のコンピュータ犯罪捜査官の任用資格に本資格は明記されていない。各年度の採用選考にある受考資格には範囲を継承したアプリケーションエンジニア、システムアーキテクトが4級職（警部補）、第一種情報処理技術者、ソフトウェア開発技術者、応用情報技術者が3級職（巡査部長）での任用として例示されている。
  - その他、国家公務員や地方公務員の採用試験の受験資格となることがある。

## その他
- IT人材育成センター国家資格・試験部の統計資料による累計の受験者数51,769人、合格者数4,321人、合格率8.3%
  - 統計資料の応募者・受験者・合格者の推移表[1]において、第一種情報処理技術者試験およびソフトウェア開発技術者試験にかかる数値は応用情報技術者試験に計上されているが、本試験にかかる数値は計上されていない。